# Нови Гинекокастро
Нови Гинекокастро (грч. Νέο Γυναικόκαστρο, Нео Гинекокастро) је насељено место у општини Кукуш у периферији Средишња Македонија, Грчка. Према попису из 2021. године било је 408 становника.
Нови Гинекокастро је подингут 1924. године где су насељене грчке избегличке породице из Турске. На попису из 1928. године Нови Гинекокастро је имао 624 становника.